# Матагужи
Матагужи је насељено мјесто у општини Зета у Црној Гори. Према попису из 2023. било је 1.181 становника.

## Историја
Катун Матагужи, потекао је из области некадашњег катуна Љеша Туза (1330). Матагужи се помињу у познатом списку катуна у Горњој Зети и по млетачком документу (Sen. Misti LX, 160, од 12. јула 1439), из 1455. године представљали су „proceres et capita Montanearum Gente“. Са сусједним Хотима су се спорили око границе, још у вријеме Балше III почетком XV вијека. Деспотов војвода, уз учешће мјешовите пороте, утврдио је ове међе, 1445. године. Прије Ивана Црнојевића, имали су јаку ратничку дружину, а манастиру св. Николе Врањинског су даровали земљу. У Малесији се сачувала традиција да су Матагужи били српско племе.

## Демографија
У насељу Матагужи живи 974 пунолетна становника, а просечна старост становништва износи 37,1 година (35,6 код мушкараца и 38,8 код жена). У насељу има 330 домаћинстава, а просечан број чланова по домаћинству је 3,93.
Становништво у овом насељу веома је хетерогено.
|  |

| Демографија | Демографија | Демографија |
| Година      | Становника  | Становника  |
| ----------- | ----------- | ----------- |
|             |             |             |
|             |             |             |
|             |             |             |
|             |             |             |
| 1948.       | 960         |             |
| 1953.       | 914         |             |
| 1961.       | 962         |             |
| 1971.       | 973         |             |
| 1981.       | 1.132       |             |
| 1991.       | 1.014       | 1.005       |
| 2003.       | 1.352       | 1.299       |
|             |             |             |

| Етнички састав према попису из 2003.‍ | Етнички састав према попису из 2003.‍ | Етнички састав према попису из 2003.‍ | Етнички састав према попису из 2003.‍ | Етнички састав према попису из 2003.‍ |
| ------------------------------------ | ------------------------------------ | ------------------------------------ | ------------------------------------ | ------------------------------------ |
|                                      |                                      |                                      |                                      |                                      |
| Црногорци                            | Црногорци                            |                                      | 767                                  | 59,04%                               |
| Срби                                 | Срби                                 |                                      | 478                                  | 36,79%                               |
| Македонци                            | Македонци                            |                                      | 6                                    | 0,46%                                |
| Албанци                              | Албанци                              |                                      | 6                                    | 0,46%                                |
| Хрвати                               | Хрвати                               |                                      | 3                                    | 0,23%                                |
| Југословени                          | Југословени                          |                                      | 1                                    | 0,07%                                |
| непознато                            | непознато                            |                                      | 5                                    | 0,38%                                |

| Година пописа     | 1948. | 1953. | 1961. | 1971. | 1981. | 1991. | 2003. |
| ----------------- | ----- | ----- | ----- | ----- | ----- | ----- | ----- |
| Број домаћинстава | 150   | 155   | 173   | 194   | 241   | 253   | 335   |

| Број чланова      | 1   | 2  | 3  | 4  | 5  | 6  | 7  | 8  | 9 | 10 и више | Просек |
| ----------------- | --- | -- | -- | -- | -- | -- | -- | -- | - | --------- | ------ |
| Број домаћинстава | 330 | 36 | 53 | 52 | 69 | 44 | 48 | 19 | 4 | 1         | 4      |

| Пол    | Укупно | Неожењен/Неудата | Ожењен/Удата | Удовац/Удовица | Разведен/Разведена | Непознато |
| ------ | ------ | ---------------- | ------------ | -------------- | ------------------ | --------- |
| Мушки  | 505    | 169              | 310          | 17             | 8                  | 1         |
| Женски | 517    | 119              | 309          | 84             | 5                  | 0         |
| УКУПНО | 1.022  | 288              | 619          | 101            | 13                 | 1         |

| Пол    | Укупно                    | Пољопривреда, лов и шумарство | Рибарство                            | Вађење руде и камена | Прерађивачка индустрија       |
| ------ | ------------------------- | ----------------------------- | ------------------------------------ | -------------------- | ----------------------------- |
| Мушки  | 213                       | 33                            | 0                                    | 2                    | 21                            |
| Женски | 86                        | 4                             | 0                                    | 0                    | 10                            |
| УКУПНО | 299                       | 37                            | 0                                    | 2                    | 31                            |
| Пол    | Производња и снабдевање   | Грађевинарство                | Трговина                             | Хотели и ресторани   | Саобраћај, складиштење и везе |
| Мушки  | 5                         | 7                             | 18                                   | 2                    | 40                            |
| Женски | 0                         | 0                             | 17                                   | 3                    | 0                             |
| УКУПНО | 5                         | 7                             | 35                                   | 5                    | 40                            |
| Пол    | Финансијско посредовање   | Некретнине                    | Државна управа и одбрана             | Образовање           | Здравствени и социјални рад   |
| Мушки  | 2                         | 3                             | 36                                   | 11                   | 10                            |
| Женски | 1                         | 3                             | 7                                    | 12                   | 17                            |
| УКУПНО | 3                         | 6                             | 43                                   | 23                   | 27                            |
| Пол    | Остале услужне активности | Приватна домаћинства          | Екстериторијалне организације и тела | Непознато            | Непознато                     |
| Мушки  | 7                         | 0                             | 0                                    | 16                   | 16                            |
| Женски | 5                         | 0                             | 0                                    | 7                    | 7                             |
| УКУПНО | 12                        | 0                             | 0                                    | 23                   | 23                            |